# Coelichneumon strigosus
Coelichneumon strigosus är en stekelart som först beskrevs av Morley 1915.  Coelichneumon strigosus ingår i släktet Coelichneumon och familjen brokparasitsteklar. Inga underarter finns listade i Catalogue of Life.